# Mariene provincie Oost-Centraal Australisch Plat
De Mariene provincie Oost-Centraal Australisch Plat (55) (Engels: East Central Australian Shelf marine province) is een biogeografische provincie en ligt in het zuidwesten van de Grote Oceaan in het Marien rijk Gematigd Australazië. De mariene provincie is vastgesteld door het World Wide Fund for Nature en The Nature Conservancy en is vernoemd naar het continentaal plat van oostelijk Australië.
In het noordwesten grenst het gebied aan de mariene provincie Noordoost-Australische Plat (33), in het noorden aan de mariene provincie Tropische Zuidwestelijke Stille Oceaan (35), in het oosten aan de mariene provincie Lord Howe-eiland en Norfolk (36) en in het zuidwesten aan de mariene provincie Zuidoostelijk Australische Plat (56).

## Geografie
De mariene provincie ligt voor de oostkust van Australië.

## Biogeografie
Het gebied kent zeeleven dat houdt van gematigde temperaturen.

## Mariene ecoregio's
Deze mariene provincie bestaat uit 2 mariene ecoregio's:
- Mariene ecoregio Tweed-Moreton (202)
- Mariene ecoregio Manning-Hawkesbury (203)